# Biegi narciarskie na Mistrzostwach Świata w Narciarstwie Klasycznym 1950
Zawody w biegach narciarskich na XIII Mistrzostwach świata w narciarstwie klasycznym odbyły się w dniach 1 lutego – 6 lutego 1950 w amerykańskim Lake Placid. Rozgrywano tylko biegi mężczyzn.

## Terminarz
| Data          | Miejscowość | Konkurencja                                           | Złoto                                                                      | Srebro                                                                  | Brąz                                                                       |
| ------------- | ----------- | ----------------------------------------------------- | -------------------------------------------------------------------------- | ----------------------------------------------------------------------- | -------------------------------------------------------------------------- |
| 3 lutego 1950 | Lake Placid | Bieg indywidualny mężczyzn na 18 km stylem klasycznym | Karl-Erik Åström                                                           | Enar Josefsson                                                          | Arnljot Nyaas                                                              |
| 5 lutego 1950 | Lake Placid | Bieg indywidualny mężczyzn na 50 km stylem klasycznym | Gunnar Eriksson                                                            | Enar Josefsson                                                          | Nils Karlsson                                                              |
| 6 lutego 1950 | Lake Placid | Bieg sztafetowy mężczyzn stylem klasycznym            | Szwecja · Nils Täpp · Karl-Erik Åström · Martin Lundström · Enar Josefsson | Finlandia · Heikki Hasu · Viljo Vellonen · Paavo Lonkila · August Kiuru | Norwegia · Martin Stokken · Eilert Dahl · Kristian Bjørn · Henry Hermansen |

## Wyniki zawodów

### 18 km techniką klasyczną
- Data 3 lutego 1950

| Medal | Zawodnik         | Narodowość | Wynik   |
| ----- | ---------------- | ---------- | ------- |
|       | Karl-Erik Åström | Szwecja    | 1:06:16 |
|       | Enar Josefsson   | Szwecja    | 1:06:28 |
|       | Arnljot Nyaas    | Norwegia   | 1:07:07 |
| 4     | August Kiuru     | Finlandia  | 1:07:08 |
| 5     | Paavo Lonkila    | Finlandia  | 1:07:15 |
| 6     | Viljo Vellonen   | Finlandia  | 1:07:32 |
| 7     | Harald Maartmann | Norwegia   | 1:07:35 |
| 8     | Martin Lundström | Szwecja    | 1:07:45 |
| 9     | Anders Törnkvist | Szwecja    | 1:07:56 |
| 10    | Heikki Hasu      | Finlandia  | 1:08:13 |

### 50 km techniką klasyczną
- Data 5 lutego 1950

| Medal | Zawodnik         | Narodowość | Wynik   |
| ----- | ---------------- | ---------- | ------- |
|       | Gunnar Eriksson  | Szwecja    | 2:59:05 |
|       | Enar Josefsson   | Szwecja    | 3:00:01 |
|       | Nils Karlsson    | Szwecja    | 3:00:10 |
| 4     | Anders Törnkvist | Szwecja    | 3:00:55 |
| 5     | Harald Maartmann | Norwegia   | 3:01:49 |
| 6     | Pekka Vanninen   | Finlandia  | 3:02:15 |
| 7     | Magnar Estenstad | Norwegia   | 3:04:19 |
| 8     | Pekka Kuvaja     | Finlandia  | 3:06:20 |
| 9     | Martin Lundström | Szwecja    | 3:06:30 |
| 10    | Martin Karlsson  | Szwecja    | 3:06:53 |

### Sztafeta 4×10km
- Data 6 lutego 1950

| Medal | Zawodnik                                                     | Narodowość | Wynik   |
| ----- | ------------------------------------------------------------ | ---------- | ------- |
|       | Nils Täpp Karl-Erik Åström Martin Lundström Enar Josefsson   | Szwecja    | 2:39:59 |
|       | Heikki Hasu Viljo Vellonen Paavo Lonkila August Kiuru        | Finlandia  | 2:41:51 |
|       | Martin Stokken Eilert Dahl Kristian Bjørn Henry Hermansen    | Norwegia   | 2:46:18 |
| 4     | Marius Mora Georges Forestier René Mandrillon Bénoît Carrara | Francja    | 2:56:35 |
| 5     | Silas Dunklee Ralph Townsend Lloyd Hawkenson Don Johnson     | USA        | 3:20:05 |
| 6     | Claude Richer Jack Wahlberg Alec Alain Tom Dennie            | Kanada     | 3:24:28 |

## Klasyfikacja medalowa dla konkurencji biegowych MŚ
| #  | Reprezentacja | Złoto | Srebro | Brąz | Razem |
| -- | ------------- | ----- | ------ | ---- | ----- |
| 1. | Szwecja       | 3     | 2      | 1    | 6     |
| 2. | Finlandia     | 0     | 1      | 0    | 5     |
| 3. | Norwegia      | 0     | 0      | 2    | 2     |